# 西江縣
西江县是越南广南省下辖的一个县。

## 地理
西江县南接南江县，东接东江县，北接顺化市富禄县和阿雷县，西邻老挝。

## 历史
2003年6月20日，轩县以阿王社、当社、陵社、巴黎社、阿显社、助摩社、加宜社、阿谦社、阿农社、知熙社10社析置西江县。

## 行政区划
西江县下辖10社，县莅阿谦社。
- 阿农社（Xã A Nông）
- 阿谦社（Xã A Tiêng）
- 阿王社（Xã A Vương）
- 阿显社（Xã A Xan）
- 巴黎社（Xã Bha Lê）
- 助摩社（Xã Ch'ơm）
- 当社（Xã Dang）
- 加宜社（Xã Ga Ri）
- 陵社（Xã Lăng）
- 知熙社（Xã Tr'Hy）

## 民族
西江县居民主要是戈都族，占全县人口的95%。